# Jack Turner
Jack Turner (12 de fevereiro de 1920 – 12 de setembro de 2004) foi um automobilista norte-americano que esteve em oito (seis) 500 Milhas de Indianápolis, (cinco (quatro) quando a prova fazia parte do calendário da Fórmula 1 de 1950 até 1960): 1956, 1957, 1958, 1959, 1960 (não se qualificou), 1961, 1962 e 1963 (não se qualificou).